# ام۴۷ پاتون
ام۴۷ پاتون یک تانک متوسط آمریکایی بود که با پیشرفت طرح تانک ام۴۶ پاتون در اوایل دهه ۱۹۵۰ ساخته شد. این تانک به عنوان تانک اصلی نیروی زمینی و تفنگداران دریایی و جایگزین تانک‌های ام۴۶ و ام۴ شرمن وارد ارتش آمریکا شد اما در این ارتش در هیچ جنگی شرکت نکرد.

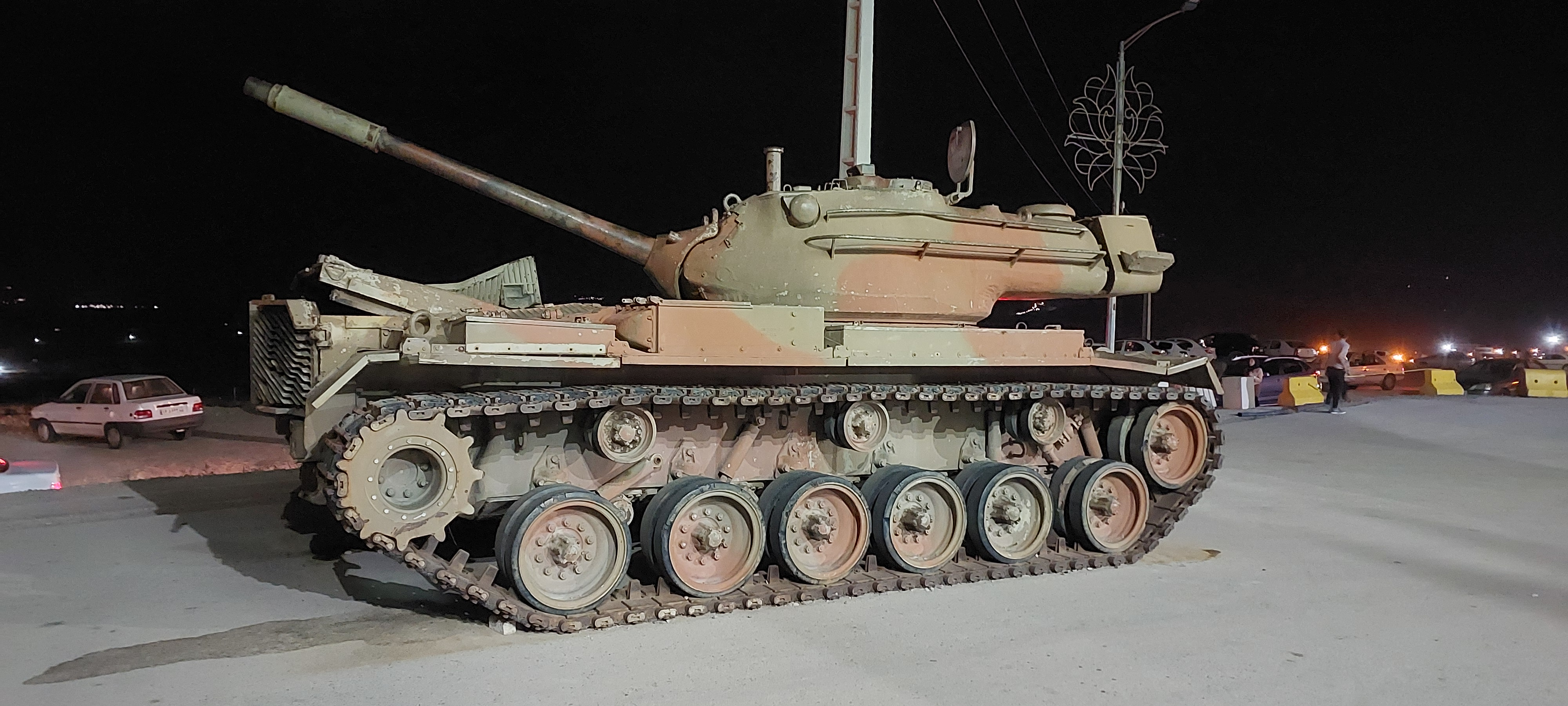
تانک ام-۴۷ پاتون از رده خارج که در بام قزوین به نمایش عمومی گذاشته شده است.

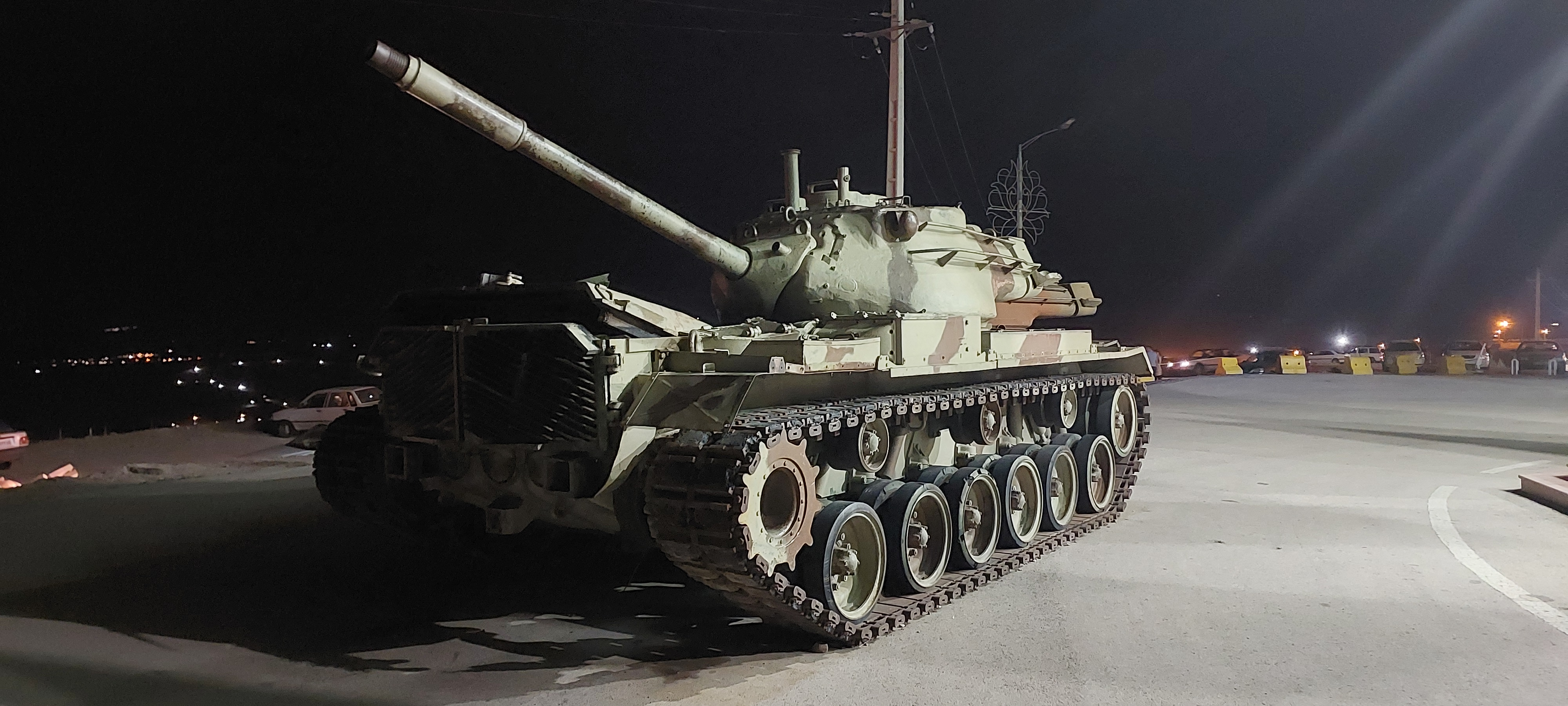
ام-۴۷ پاتون

ام۴۷ تنها پس از چند سال با ساخت تانک پیشرفته‌تر ام۴۸ پاتون از استاندارد خارج شد و در اختیار متحدان آمریکا قرار گرفت و در جنگ‌های متعددی از جمله توسط اردن در جنگ شش‌روزه علیه اسرائیل، توسط پاکستان در جنگ‌های هند و پاکستان، از سوی ترکیه در حمله سال ۱۹۷۴ ترکیه به قبرس، توسط ایران در جنگ ایران و عراق و در خدمت استقلال‌طلبان کروات در جنگ استقلال کرواسی شرکت داشت.

## کاربران

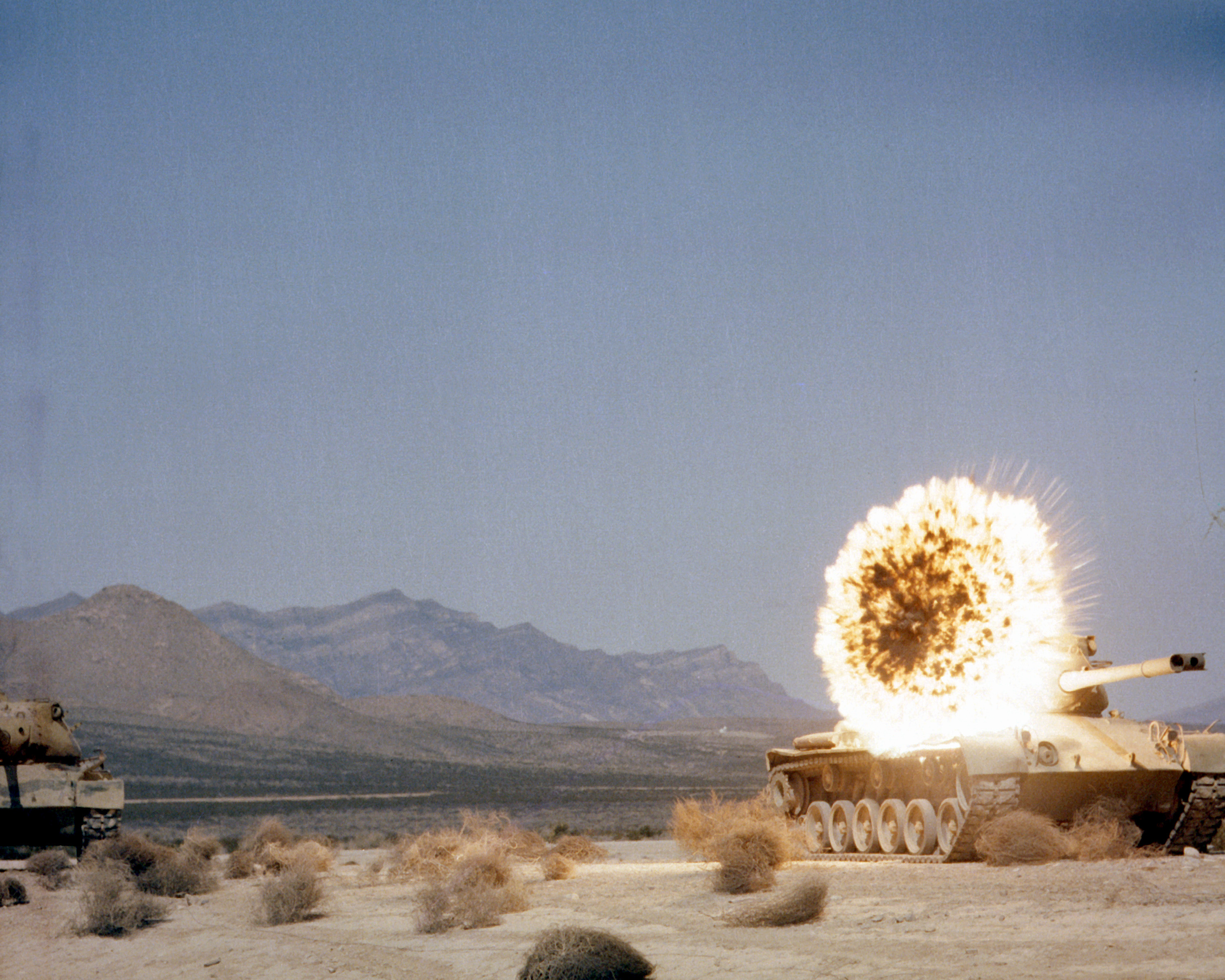
انهدام ام۴۷ در مانور نظامی با موشک ضدتانک شلیک شده از توپ هویتزر ام۱۹۸

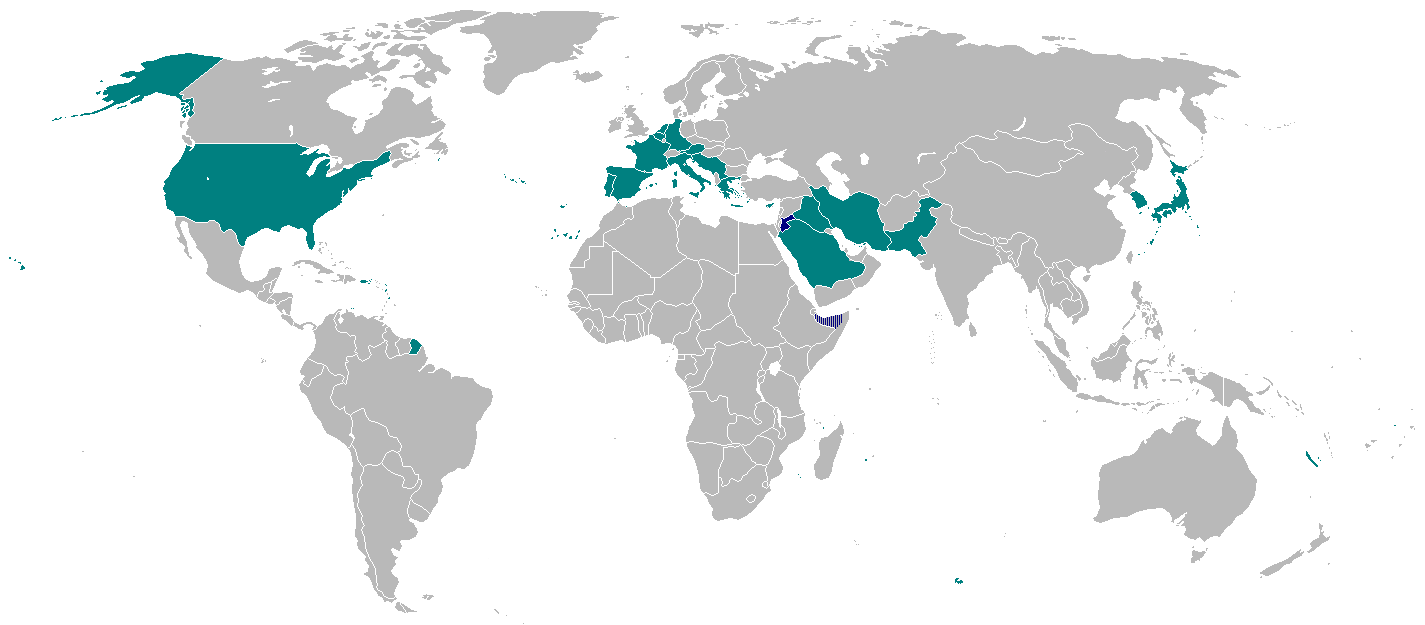
کاربران کنونی: سرمه‌ای، سابق: آبی روشن.

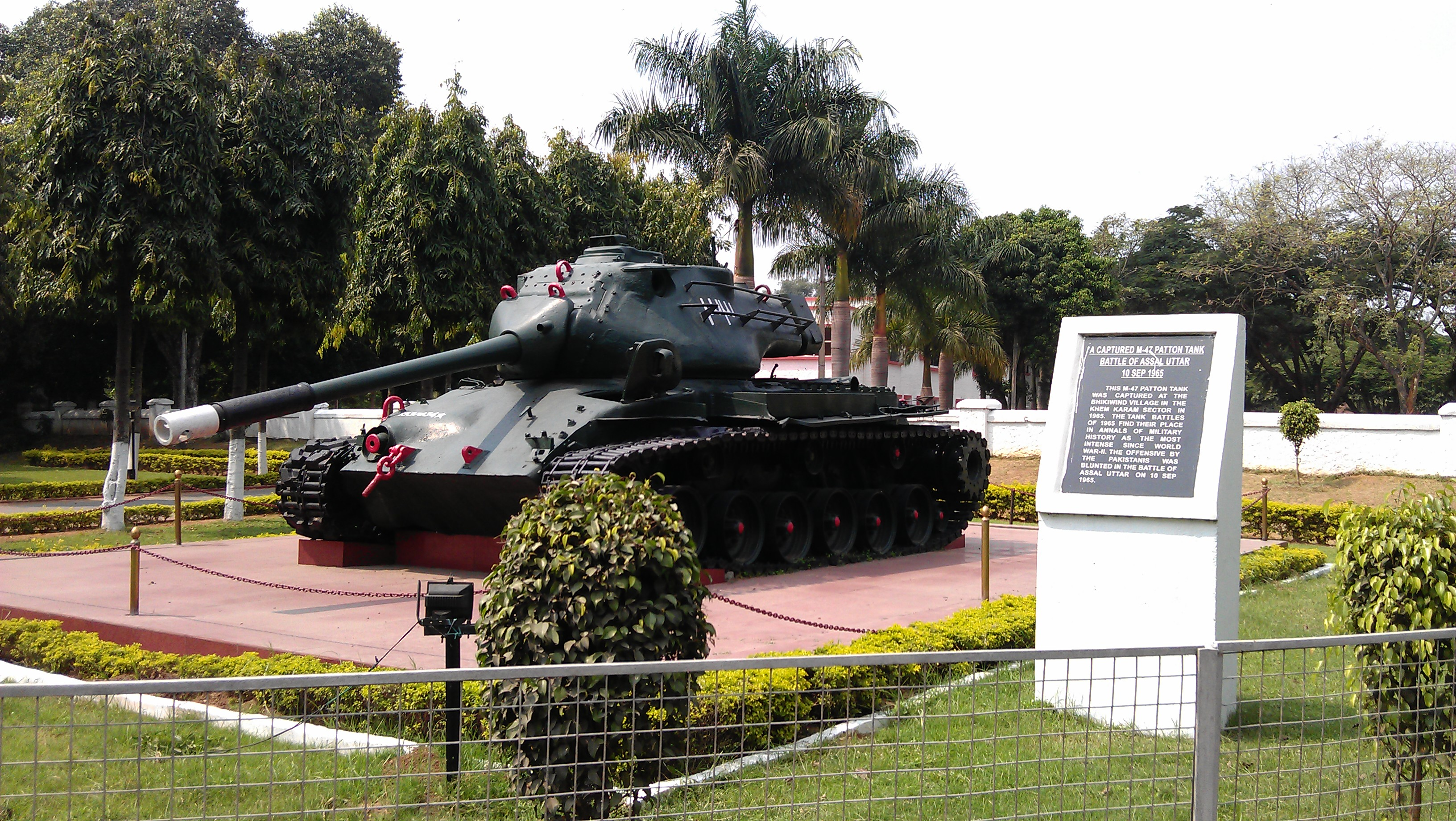
یک ام۴۷ غنیمتی از ارتش پاکستان در شهر بنکلور هند به نمایش گذاشته شده‌است.

### کنونی
- اردن
- اسپانیا- تانک‌های مهندسی که با تغییر ام۴۷ ساخته شده‌اند.

- اتریش ۱۴۷ عراده
- بلژیک ۷۸۴ عراده (با لئوپارد۱ جایگزین شد)
- کرواسی - تعدادی در جریان جنگ استقلال کرواسی استفاده شدند و پس از آن از خدمت خارج شد.
- قبرس - یک تانک غنیمتی.
- فرانسه ۸۵۶ عراده (با آام‌ایکس۳۰ جایگزین شد)
- یونان ۱۱۲۰ عراده (با ام۴۸ و لئوپارد۱ جایگزین شد)
- عراق -همگی تخریب شده و اوراق شده.
- ایتالیا ۲۴۸۰ عراده (با ام۶۰ و لئوپارد۱ جایگزین شد)
- ژاپن - فقط یکی برای ارزیابی.
- کره جنوبی -در سال‌های ۲۰۰۶-۲۰۰۷ بازنشسته شد.
- پاکستان ۲۳۰ عراده
- فیلیپین
- پرتغال ۱۶۱ عراده
- عربستان سعودی
- سومالی ۲۵ عراده از عربستان سعودی.
- اسپانیا ۳۹۰ عراده
- ایالات متحده آمریکا
- آلمان غربی ۱۱۲۰ عراده
- ترکیه - ۱۳۴۷ عراده. تمام تانک‌های ام۴۷ در دهه ۱۹۹۰ به کارخانه‌های فولادسازی برای بازیافت تحویل شده و با ام۴۸آ۵ و لئوپارد جایگزین شدند.
- یوگسلاوی-۳۱۹ عراده در دوران ریاست‌جمهوری دوایت آیزنهاور در دهه ۱۹۵۰ به عنوان کمک نظامی به یوگسلاوی تحویل داده شد.
- ایران - ۴۰۰ عراده ام۴۷ دست‌دوم در دهه ۱۹۵۰ دریافت شد و در اواخر دهه ۱۹۶۰ با موتور و سیستم کنترل آتش ام۶۰ پاتون تحت عنوان ام۴۷ام بهینه شد. و در دوران جنگ ایران و عراق شرکت داشتند.